# 五龙河 (北胶莱河)
五龙河，位于中国山东省中部，为北胶莱河左岸支流，有东西两源，西源发源于诸城市百尺河镇龙泉村，北流经高密市马旺水库后至柴沟镇汇东源；东源发源自诸城市百尺河镇夹河庄南，北流经高密市李家庄水库后至汇西源。两源合流后继续北流，于高密市大牟家镇和睦屯村南为北胶新河所截，五龙河在北胶新河以北河段最后于大牟家镇槐家村入北胶莱河。全长62公里，流域面积380平方公里。